# Mumini
Mumini (eng. Moomin)  su glavni junaci u seriji knjiga i komičnog stripa finsko - švedske književnice i ilustratorice Tove Jansson, izvorno objavljeno u Švedskoj. Oni su bijeli, okrugli likovi iz bajke, s vrlo velikim njuškama zbog čega nalikuju na nilske konje. Obitelj živi u svojoj kući u dolini Mumina, a kroz prošlost je njihov privremen smještaj bio u svjetioniku i u kazalištu. Imaju mnogo zanimljivih pustolovina zajedno s njihovim raznovrsnim prijateljima.
Svih devet knjiga, komični strip i pet slikovnica je objavljeno u razdoblju između 1945. i 1993. godine.
Od tada Mumini se pojavljuju u brojnim televizijskim serijama, filmovima, a imaju čak i glavni park nazvan Moomin World u Naantali, Finska.

## Likovi
- Mumin je glavni lik, veseo i dobrodušan dječak. Najradije bi u svoju kuću smjestio sve one koje voli. Živahan je i snalažljiv, biće toplog i širokoga srca uvijek spreman pomoći. Zaljubljen je u Hrkicu.

- Mumin mama prava je mama! Uvijek je okružena brojnim ukućanima i nikada se ne odvaja od svoje kuhinjske pregače i torbice pune važnih stvari - od lijekova do četkica za zuba i slatkiša do nakita. Kada Mumin mama samo na tren izgubi torbu, postane izgubljena.

- Mumin tata je vječito zaokupljen i zamišljen knjigom koju piše. To su njegovi memoari iz burne mladosti kada je plovio dalekim morima. Tata je u godinama i uozbiljio se, ali ima mnogo razumijavanja.

- Hrkica (u knjizi Seka Snorka) je Muminova dobra prijateljica. Ona mu se uvijek divi i umiljava, a simpatija je obostrana. Osobito se ponosi svojim plavim šiškicama i pramenovima iznad čela.

- Miran (u knjizi Snus) je Muminov najbolji prijatelj, vjesnik proljeća koji dolinu Mumina napušta u jesen, a vraća se s novim proljećem. Samostalno ide u skitnje. Svira usnu harmoniku.

- Mala Maj

- Njuško je vjeran Muminov prijatelj. Uvijek mora gurati svoju "njuškicu", ali dobre je ćudi. Materijalist je i zlatoljubac,za razliku od ostalih Muminovih prijatelja kojima je sve vezano uz vlasništo strano. Boji se vode i ne zna plivati pa zato ne ide u sve zanimljive pustolovine.

- Gospodin Hemulen je izuzetna vrsta. Bavi se strpljivim sakupljanjem i stalno nosi ljubičastu haljinu. Kada je Hemulen ispunio svoj album sakupljanja poštanskih maraka, preorijentirao se na sakupljanje biljaka.

## Lista knjiga
1. Mumini i Odlična Poplava (Izvorno: The Moomins and the Great Flood) - 1945.
2. Komet u Mumindolu (Izvorno: Comet in Moominland)
3. Čarobnjakov šešir (Izvorno: Finn Family Moomintroll) - 1948.
4. Memoari Mumin tate (Izvorno: The Exploits of Moominpappa) - 1950.
5. Opasno ljeto u Mumindolu (Izvorno: Moominsummer Madness) - 1954.
6. Zima u Mumindolu (Izvorno: Moominland Mindwinter) - 1957.
7. Priče iz Mumindola (Izvorno: Tales from Moominvalley) - 1962. (kratke priče)
8. Mumintrolov tata na moru
9. Mumindol u studenom

Postoji i pet "Moomin" slikovnica.

## TV serije
Priče i knjige o Muminima bile su toliko popularne da su se o njima radile raznovrsne televizijske serije i filmovi.
Najpoznatija animirana serija o njima je ona iz 1990. godine, The Moomins.
Epizode iz TV serije 1990. sinkronizirane u 2006.
1. Dolina Moomina u proljeće

### Glasovi
- Hana Hegedušić - Mumin
- Lada Bonacci - Mala My
- Mirela Brekalo - Mumin mama
- Tomislav Rališ - Pripovjedač
- Nikša Marinović - Miran
- Ranko Tihomirović - Gospodin Hemulen
- Janko Rakoš - Njuško
- Zoran Gogić - Mumin tata
- Maja Katić - Hrkica
- Franjo Kuhar - Hrko

2. Čarobni šešir
- Hana Hegedušić - Mumin
- Lada Bonacci - Mala My
- Mirela Brekalo - Mumin mama
- Tomislav Rališ - Pripovjedač
- Nikša Marinović - Miran
- Miro Šegrt - Zloduh
- Janko Rakoš - Njuško i jež
- Zoran Gogić - Mumin tata
- Maja Katić - Hrkica
- Žarko Savić - Mravlji lav

3. Olupina
- Hana Hegedušić - Mumin
- Lada Bonacci - Mala My
- Mirela Brekalo - Mumin mama
- Tomislav Rališ - Pripovjedač
- Nikša Marinović - Miran
- Franjo Kuhar - Hrko
- Janko Rakoš - Njuško
- Zoran Gogić - Mumin tata
- Maja Katić - Hrkica
- Ranko Tihomirović - Gospodin Hemulen

4. Pusti otok
- Hana Hegedušić - Mumin
- Lada Bonacci - Mala My
- Mirela Brekalo - Mumin mama
- Tomislav Rališ - Pripovjedač
- Nikša Marinović - Miran
- Janko Rakoš - Njuško
- Zoran Gogić - Mumin tata
- Maja Katić - Hrkica
- Ranko Tihomirović - Gospodin Hemulen

5. Tajne prstoduha
- Hana Hegedušić - Mumin
- Lada Bonacci - Mala My
- Mirela Brekalo - Mumin mama
- Tomislav Rališ - Pripovjedač
- Nikša Marinović - Miran
- Zoran Gogić - Mumin tata
- Maja Katić - Hrkica
- Ranko Tihomirović - Gospodin Hemulen

6. Sićušni gosti
- Hana Hegedušić - Mumin
- Lada Bonacci - Mala My
- Mirela Brekalo - Mumin mama
- Tomislav Rališ - Pripovjedač
- Nikša Marinović - Miran
- Janko Rakoš - Njuško
- Zoran Gogić - Mumin tata
- Žana Bumber - Tanki
- Robert Bošković - Bobo
- Boris Pavlenić - Poštar
- Ranko Zidarić - Policijski inspektor
- Jelena Hadži-Manev - Maša
- Nada Abrus - Groma

7. Kovčeg
- Hana Hegedušić - Mumin
- Lada Bonacci - Mala My
- Mirela Brekalo - Mumin mama
- Tomislav Rališ - Pripovjedač
- Nikša Marinović - Miran
- Zoran Gogić - Mumin tata
- Maja Katić - Hrkica
- Žana Bumber - Tanki
- Robert Bošković - Bobo

8. Zloduhova čarolija
- Hana Hegedušić - Mumin
- Lada Bonacci - Mala My
- Mirela Brekalo - Mumin mama
- Tomislav Rališ - Pripovjedač
- Nikša Marinović - Miran
- Janko Rakoš - Njuško
- Zoran Gogić - Mumin tata
- Žana Bumber - Tanki
- Robert Bošković - Bobo
- Franjo Kuhar - Hrko
- Maja Katić - Hrkica
- Jelena Hadži-Manev - Maša
- Miro Šegrt - Zloduh
- Ranko Tihomirović - Gospodin Hemulen

9. Nevidljiva prijateljica
- Hana Hegedušić - Mumin
- Lada Bonacci - Mala My
- Mirela Brekalo - Mumin mama
- Tomislav Rališ - Pripovjedač
- Ines Bojanić - Lucka
- Ivana Buljan Legati - Too-Ticky
- Janko Rakoš - Njuško
- Zoran Gogić - Mumin tata
- Maja Katić - Hrkica
- Dražen Bratulić - Smrad

10. Nevidljivo dijete
- Hana Hegedušić - Mumin
- Lada Bonacci - Mala My
- Mirela Brekalo - Mumin mama
- Tomislav Rališ - Pripovjedač
- Ines Bojanić - Lucka
- Ivana Buljan Legati - Too-Ticky
- Janko Rakoš - Njuško
- Zoran Gogić - Mumin tata
- Maja Katić - Hrkica
- Dražen Bratulić - Smrad i šetač
- Nikša Marinović - Miran i šetač

11. Krila
- Hana Hegedušić - Mumin
- Franjo Kuhar - Hrko
- Mirela Brekalo - Mumin mama
- Tomislav Rališ - Pripovjedač
- Janko Rakoš - Njuško
- Zoran Gogić - Mumin tata
- Maja Katić - Hrkica
- Dražen Bratulić - Smrad
- Nikša Marinović - Miran

12. Gusar
- Hana Hegedušić - Mumin
- Lada Bonacci - Mala My
- Mirela Brekalo - Mumin mama
- Tomislav Rališ - Pripovjedač i starac
- Nikša Marinović - Miran
- Janko Rakoš - Njuško i pozornik
- Zoran Gogić - Mumin tata i starac
- Maja Katić - Hrkica
- Ranko Tihomirović - Gospodin Hemulen
- Ranko Zidarić - Policijski inspektor
- Boris Pavlenić - Poštar
- Pero Juričić - Kapetan Cuger
- Robert Bošković - Policajac i troll
- Dražen Bratulić - Policajac

13. Posljednji zmaj na zemlji
- Hana Hegedušić - Mumin
- Mirela Brekalo - Mumin mama
- Tomislav Rališ - Pripovjedač
- Janko Rakoš - Njuško
- Zoran Gogić - Mumin tata
- Maja Katić - Hrkica
- Ranko Tihomirović - Gospodin Hemulen
- Nikša Marinović - Miran
- Lada Bonacci - Mala My

14. Naša je susjeda stroga učiteljica
- Hana Hegedušić - Mumin
- Mirela Brekalo - Mumin mama
- Tomislav Rališ - Pripovjedač
- Janko Rakoš - Njuško
- Zoran Gogić - Mumin tata
- Maja Katić - Hrkica
- Ranko Tihomirović - Gospodin Hemulen
- Dražen Bratulić - Smrad i Philomenić
- Lada Bonacci - Mala My
- Ines Bojanić - Philomenić
- Nada Abrus - Gospođa Philomena
- Ana Maras - Philomenić

15. Hrkicino izgubljeno pamćenje
- Hana Hegedušić - Mumin
- Mirela Brekalo - Mumin mama
- Tomislav Rališ - Pripovjedač
- Janko Rakoš - Njuško
- Zoran Gogić - Mumin tata
- Maja Katić - Hrkica
- Ranko Tihomirović - Gospodin Hemulen
- Dražen Bratulić - Smrad
- Lada Bonacci - Mala My
- Nikša Marinović - Miran
- Nada Abrus - Gospođa Philomena

16. Bliski susret s izvanzemaljcima
- Hana Hegedušić - Mumin
- Mirela Brekalo - Mumin mama
- Tomislav Rališ - Pripovjedač
- Janko Rakoš - Njuško
- Zoran Gogić - Mumin tata
- Maja Katić - Hrkica
- Ranko Zidarić - Policijski inspektor
- Dražen Bratulić - Smrad i izvanzemaljac
- Lada Bonacci - Mala My

17. Promjena
- Hana Hegedušić - Mumin
- Mirela Brekalo - Mumin mama
- Tomislav Rališ - Pripovjedač
- Janko Rakoš - Njuško
- Zoran Gogić - Mumin tata
- Nikša Marinović - Miran
- Dražen Bratulić - Smrad
- Lada Bonacci - Mala My

18. Drveni sanduk
- Hana Hegedušić - Mumin
- Mirela Brekalo - Mumin mama
- Tomislav Rališ - Pripovjedač
- Ranko Tihomirović - Gospodin Hemulen
- Zoran Gogić - Mumin tata
- Nikša Marinović - Miran
- Maja Katić - Hrkica
- Lada Bonacci - Mala My

19. Zakopani u džungli
- Hana Hegedušić - Mumin
- Lada Bonacci - Mala My
- Mirela Brekalo - Mumin mama
- Tomislav Rališ - Pripovjedač
- Nikša Marinović - Miran
- Jelena Hadži-Manev - Tigrica
- Zoran Gogić - Mumin tata
- Ranko Tihomirović - Gospodin Hemulen
- Maja Katić - Hrkica
- Dražen Bratulić - Smrad
- Bojan Navojec - Tigar
- Jasna Bilušić - Zmija

20. Moomin spašava tigrove
- Hana Hegedušić - Mumin
- Lada Bonacci - Mala My
- Mirela Brekalo - Mumin mama
- Tomislav Rališ - Pripovjedač
- Nikša Marinović - Miran
- Jelena Hadži-Manev - Tigrica
- Zoran Gogić - Mumin tata
- Ranko Zidarić - Policijski inspektor
- Maja Katić - Hrkica
- Dražen Bratulić - Smrad i krtica čuvar
- Bojan Navojec - Tigar
- Jasna Bilušić - Zmija
- Željko Šestić - Čuvar zoološkog vrta
- Žarko Savić - Čuvar zoološkog vrta i upravitelj zoološkog vrta
- Boris Pavlenić - Nosorog i osoblje zoološkog vrta
- Janko Rakoš - Njuško i krtica čuvar
- Željko Duvnjak - Krtica čuvar

21. Miran napušta dolini Moomina
- Hana Hegedušić - Mumin
- Lada Bonacci - Mala My
- Mirela Brekalo - Mumin mama
- Tomislav Rališ - Pripovjedač
- Nikša Marinović - Miran
- Franjo Kuhar - Hrko
- Zoran Gogić - Mumin tata
- Maja Katić - Hrkica
- Ranko Tihomirović - Gospodin Hemulen
- Janko Rakoš - Njuško

22. Pustolovina Moomina i male My
- Hana Hegedušić - Mumin
- Lada Bonacci - Mala My
- Ivana Buljan Legati - Too-Ticky
- Tomislav Rališ - Pripovjedač
- Mirela Brekalo - Mumin mama
- Nada Abrus - Groma

23. Zimski posjetitelji
- Hana Hegedušić - Mumin
- Lada Bonacci - Mala My
- Ivana Buljan Legati - Too-Ticky
- Tomislav Rališ - Pripovjedač
- Otokar Levaj - Gospodin Brzi
- Željko Duvnjak - Tužni

24. Požuri se, Mirane
- Hana Hegedušić - Mumin
- Lada Bonacci - Mala My
- Ana Maras - Radomir
- Tomislav Rališ - Pripovjedač
- Mirela Brekalo - Mumin mama
- Zoran Gogić - Mumin tata
- Janko Rakoš - Njuško
- Dražen Bratulić - Smrad
- Maja Katić - Hrkica
- Franjo Kuhar - Hrko
- Nikša Marinović - Miran

25. Svjetionik
- Hana Hegedušić - Mumin
- Lada Bonacci - Mala My
- Maja Katić - Hrkica
- Tomislav Rališ - Pripovjedač
- Mirela Brekalo - Mumin mama
- Zoran Gogić - Mumin tata
- Nikša Marinović - Miran
- Janko Rakoš - Njuško
- Ranko Tihomirović - Gospodin Hemulen
- Žarko Savić - Ribar
- Marina Nemet - Toft

26. Dan kada je svjetionik proradio
- Hana Hegedušić - Mumin
- Lada Bonacci - Mala My
- Tomislav Rališ - Pripovjedač
- Mirela Brekalo - Mumin mama
- Zoran Gogić - Mumin tata
- Dražen Čuček - Duh
- Maja Katić - Hrkica
- Marina Nemet - Toft
- Nikša Marinović - Miran
- Žarko Savić - Ribar

- Pjesma: Dražen Bratulić
- Glazbeni suradnik: Ladislav Tulač
- Prijevod dijaloga: Ivana Tolj
- Tonska obrada: Kristian Horvat
- Asistencija režije: Ana Marunić
- Redatelj dijaloga: Branko Sviben
- Producent: Robert Jurčić
- Urednica: Vesna Sudar
- Obrada: HRT